# Experimenteel paradigma
Met een experimenteel paradigma wordt een experimentele onderzoeksmethode bedoeld die over het algemeen binnen een theoretisch kader is ontwikkeld en in de praktijk wordt gebracht met als doel zo veel mogelijk gegevens met betrekking tot één bepaald onderwerp te verzamelen. Experimentele paradigma's worden veel toegepast binnen gedragswetenschappen zoals de psychologie, de biologie en de neurowetenschap, maar ook in de cognitiewetenschap.  